# はにめろ。
『はにめろ。』は、ふるかわしおりによる日本の学園漫画。『ジャンプスクエア』（集英社）にて、2010年8月号に読み切り掲載された後、2011年7月号から2012年6月号まで連載された。作者初の少年漫画となる作品。話数の単位は「Lesson.○」。全3巻。

## あらすじ
高校生の蜜丸八智は、漫画家として週刊誌に連載していた。ある日ひょんなことから妃 円に仕事がばれたが、それがきっかけで2人の仲は接近する。

## 登場人物
蜜丸 八智（みつまる やひろ）
主人公。現役高校生で、裏では『週刊ハヂケ!』という雑誌に「ハッチ」のペンネームでエロ漫画を描いている漫画家。密かに円に対して恋心を抱いている。
妃 円（きさき まどか）
蜜丸のクラスメイト。学級委員長をしており、生真面目な性格で、蜜丸が漫画家のハッチであると知るまでは彼を軽蔑していた。アシスタントとして蜜丸の家に出入りすることになる。漫画家を目指しているが絵は下手。
来芽 美久（くるめ みく）
眼鏡をかけている巨乳女子高生。アシスタントとして蜜丸の家に来る。おっとり系だが蜜丸に対しては過剰に積極的。

## 読み切り版
- 『ジャンプスクエア』2010年8月号に掲載された[2]。主要人物の設定は連載版に準ずる。

## 書誌情報
- ふるかわしおり 『はにめろ。』 集英社 〈ジャンプ・コミックス〉、全3巻
  1. 2011年10月4日発売[3]、『ジャンプスクエア』2011年7月号[1] - 10月号、ISBN 978-4-08-870345-9
  2. 2012年3月2日発売[4]、『ジャンプスクエア』2011年11月号 - 2012年3月号、ISBN 978-4-08-870395-4
  3. 2012年6月4日発売[5]、『ジャンプスクエア』2010年9月号、2012年4月号 - 6月号、『ジャンプSQ.19』2011年12月増刊号、2012年Vol.01、『ジャンプSQ.LaB』2011年Vol.002、ISBN 978-4-08-870446-3
    - 番外編〜あにめろ。1〜
    - 番外編〜あにめろ。2〜
    - 番外編 だりめろ。
    - 〜はにめろ。〜（描き下ろし）